# Structured Financial Messaging System
Система структурованих фінансових повідомлень (SFMS ,англ. Structured Financial Messaging System ) — міжнародна та внутрішня індійська система передачі фінансових повідомлень та платежів . Фактично є альтернативою, щодо передачі фінансових повідомлень, бельгійській системі міжнародних банківських переказів SWIFT і китайської CIPS  . SFMS може використовуватися для безпечного зв'язку всередині банку та між банками. Система була запущена 14 грудня 2001 в IDRBT  . SFMS має ряд функцій і є модульним програмним забезпеченням з підтримкою Інтернету, з гнучкою архітектурою, що полегшує централізоване або розподілене розгортання. Контроль доступу здійснюється за допомогою доступу користувача на основі смарт-карт, а повідомлення захищені за допомогою стандартних служб шифрування та автентифікації, що відповідають стандартам ISO.
Частина міжбанківських повідомлень використовується такими додатками, як електронний переказ коштів (EFT), системи валових розрахунків у реальному часі (RTGS), порівняння доставки та платежів (DVP), централізовані системи управління коштами (CFM) та інші. SFMS надає інтерфейси прикладних програм (API), які можна використовувати для інтеграції існуючих та майбутніх програм з SFMS. Декілька банків інтегрували його зі своїм основним або централізованим банківським програмним забезпеченням.
,З метою привернення уваги та сприяння розвитку технобанкінгу в країні інститут просував нову компанію розділу 8 під назвою The Indian Financial Technology and Allied Services (IFTAS). Штаб-квартира IFTAS знаходиться в Мумбаї, в обов'язки IFTAS входить надання послуг, пов'язаних з IT, РБІ, банкам та іншим фінансовим установам  .
З 2022 обговорюється можливість інтеграції російської системи СПФС з індійською SFMS для обходу санкцій США та торгівлі з використанням цієї системи безпосередньо Індії та Росії  . З 2023 Ощадбанк отримав реєстрацію як іноземного портфельного інвестора в Індії  і за допомогою своєї філії надає послуги переказів по системі SFMS всередині Індії  .